# Wilhelm Kusserow (Kriegsdienstverweigerer)
Wilhelm Kusserow (* 4. September 1914 in Bochum; † 27. April 1940 in Münster) war ein deutscher Zeuge Jehovas, der als Kriegsdienstverweigerer unter der nationalsozialistischen Diktatur in Deutschland im Zweiten Weltkrieg durch Erschießung hingerichtet wurde.

## Leben

### Herkunft, Familie
Wilhelm Kusserow war das zweite von elf Kindern des Beamten Franz Kusserow (geb. 1882) und der Lehrerin Hilda Kusserow (geb. 1888). Nach der Schulzeit erlernte Wilhelm von 1929 bis 1933 den Beruf des Graveurs in einer Metallwarenfabrik in Lüdenscheid. 
Der Vater schloss sich Anfang der 1920er Jahre den Ernsten Bibelforschern (seit 1931 Jehovas Zeugen) an und wurde 1924 aktiver Prediger. 1931 zog die Familie nach Bad Lippspringe. 
In der Zeit des Nationalsozialismus erlitt die gesamte Familie heftige Verfolgung: Wilhelms Bruder Wolfgang wurde 1942 ebenfalls als Kriegsdienstverweigerer durch das Fallbeil hingerichtet. Der Vater kam ins Zuchthaus, die Mutter ins KZ Ravensbrück, und von Wilhelms Geschwistern kamen Karl-Heinz, Hildegard und Magdalena in Konzentrationslager, die Geschwister Annemarie und Waltraud ins Gefängnis, und Elisabeth, Hans-Werner und Paul-Gerhard in nationalsozialistische Erziehungsheime. 

### Kriegsdienstverweigerung
Im Herbst 1939 erhielt Wilhelm den Einberufungsbefehl zur Wehrmacht. Zunächst trat er seinen Dienst an, kam aber schnell in Gewissenskonflikte, da der Kriegsdienst mit dem Glauben, in dem er erzogen wurde, nicht vereinbar war. In dem Bewusstsein, dass auf Kriegsdienstverweigerung die Todesstrafe stand, verweigerte er schließlich den Dienst.

### Verhandlung und Erschießung in Münster
Es folgte die Überstellung nach Münster, wo Wilhelm 1940 vor ein Kriegsgericht gestellt wurde. Während der Verhandlung wurde mehrfach auf ihn eingewirkt, seine Entscheidung zu überdenken. Schließlich verurteilte ihn das Gericht am 2. April 1940 zum Tode durch Erschießen. 
In seinem Abschiedsbrief schrieb Wilhelm: „Ich will auch jetzt noch auf Gott vertrauen und mein Heil in Jesus Christus erkennen, denn nur durch ihn können wir errettet werden. Er war unser Vorbild. Durch standhafte Ausdauer und Beten haben wir nur die Kraft, dieses alles auf uns zu nehmen; vor allem durch unerschütterliches Vertrauen und Glauben, dass der Höchste uns vom Tode wiederauferweckt. ... Wir müssen Gott über alles lieben wie es uns unser Führer Jesus Christus vorschrieb.“
Das Urteil wurde am 27. April 1940 um 7.10 Uhr auf freiem Feld hinter dem damaligen Standortlazarett Münster durch ein Erschießungskommando vollstreckt.
Wilhelms Pflichtverteidiger schrieb am 26. Februar 1946 in einem Brief an Franz Kusserow:
"Er empfing den Tod aufrecht und war sofort tot. Seine Haltung hat das ganze Gericht
und uns alle zutiefst beeindruckt. Er starb entsprechend seiner Überzeugung."

## Gedenken

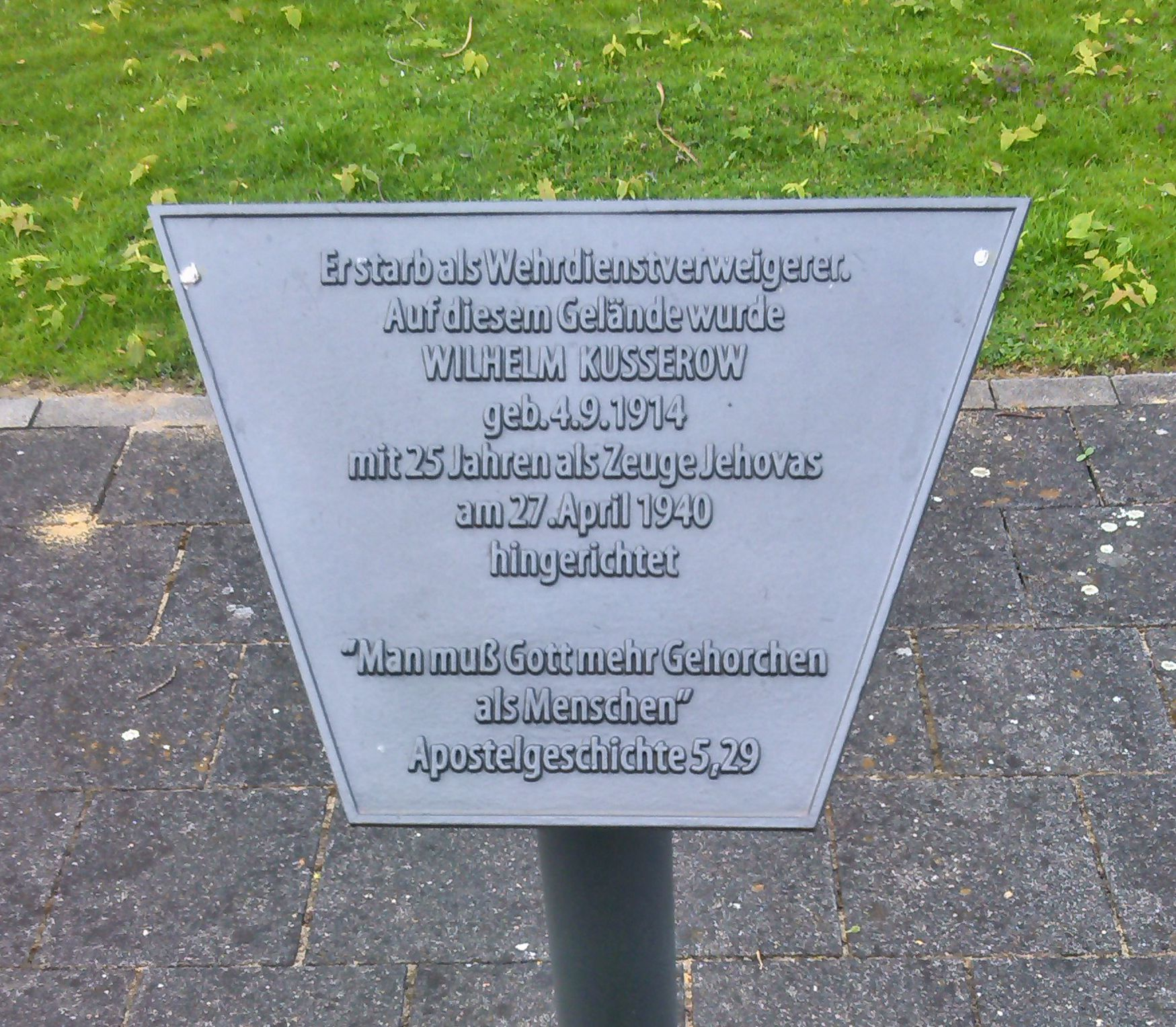
Gedenktafel für Wilhelm Kusserow in Münster

Das Schicksal der Familie Kusserow im Allgemeinen und Wilhelms im Besonderen ist verhältnismäßig gut dokumentiert. Sowohl in der Literatur der Zeugen Jehovas als auch in Biographien, Fachbüchern und Filmen wird die Verfolgungsgeschichte dargestellt. An der Richtstätte auf dem heutigen Gelände der Hautklinik der Universität Münster erinnert seit 2002 eine Gedenktafel an Wilhelm Kusserow.